# Лландріндод-Веллс
Лландрі́ндод-Ве́ллс (англ. Llandrindod Wells, валл. Llandrindod) — місто на сході Уельсу, адміністративний центр області Повіс.
Населення міста становить 5 024 особи (2001).

## Клімат
Місто розташоване у зоні, котра характеризується морським кліматом. Найтепліший місяць — липень із середньою температурою 15.8 °C (60.4 °F). Найхолодніший місяць — лютий, із середньою температурою 3.7 °С (38.6 °F).
| Клімат Лландріндод-Веллса | Клімат Лландріндод-Веллса | Клімат Лландріндод-Веллса | Клімат Лландріндод-Веллса | Клімат Лландріндод-Веллса | Клімат Лландріндод-Веллса | Клімат Лландріндод-Веллса | Клімат Лландріндод-Веллса | Клімат Лландріндод-Веллса | Клімат Лландріндод-Веллса | Клімат Лландріндод-Веллса | Клімат Лландріндод-Веллса | Клімат Лландріндод-Веллса | Клімат Лландріндод-Веллса |
| Показник                  | Січ.                      | Лют.                      | Бер.                      | Квіт.                     | Трав.                     | Черв.                     | Лип.                      | Серп.                     | Вер.                      | Жовт.                     | Лист.                     | Груд.                     | Рік                       |
| Середній максимум, °C     | 6,5                       | 6,9                       | 9,8                       | 12,6                      | 16                        | 18,7                      | 20,7                      | 20,2                      | 17,3                      | 13,3                      | 9,3                       | 7                         | 13,2                      |
| Середня температура, °C   | 3,7                       | 3,7                       | 5,9                       | 8                         | 11,1                      | 13,8                      | 15,8                      | 15,4                      | 12,9                      | 9,7                       | 6,3                       | 4,1                       | 9,2                       |
| Середній мінімум, °C      | 0,9                       | 0,4                       | 2                         | 3,3                       | 6,2                       | 8,9                       | 10,9                      | 10,6                      | 8,5                       | 6,1                       | 3,2                       | 1,2                       | 5,2                       |
| Днів з дощем              | 16,4                      | 12,8                      | 13,6                      | 12,3                      | 11,3                      | 11,7                      | 10,5                      | 11,8                      | 11,9                      | 15,2                      | 16,2                      | 15,8                      | 159,3                     |
| ------------------------- | ------------------------- | ------------------------- | ------------------------- | ------------------------- | ------------------------- | ------------------------- | ------------------------- | ------------------------- | ------------------------- | ------------------------- | ------------------------- | ------------------------- | ------------------------- |
| Джерело: Weatherbase      |                           |                           |                           |                           |                           |                           |                           |                           |                           |                           |                           |                           |                           |